# Naga (Cebú)
Naga es un municipio de la provincia de Cebú en Filipinas. Es una de las localidades que componen al Gran Cebú, actualmente la segunda área metropolitana más grande del país.

## Barangayes
Naga se subdivide administrativamente en 28 barangayes.
| - Alpaco - Bairan - Balirong - Cabungahan - Cantao-an - Central Población - Cogon - Colon - East Población - Inoburan - Inayagan - Jaguimit - Lanas - Langtad | - Lutac - Mainit - Mayana - Naalad - North Población - Pangdan - Patag - South Población - Tagjaguimit - Tangke - Tinaan - Tuyan - Uling - West Población |